# Gemma Bellincioni

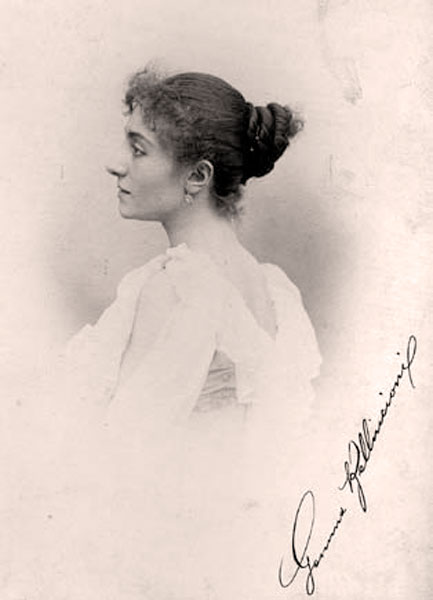
Gemma Bellincioni el 1896

Gemma Bellincioni - el seu nom real era Matilde Cesira - (Monza, Regne d'Itàlia, 18 d'agost de 1864 - 23 d'abril de 1950) va ser una soprano italiana i una de les més conegudes de finals del segle xix.

## Biografia
Era filla del baix buf Cesare Bellincioni. Va fer una primera aparició en públic, a Milà, el 1870, cantant una ària de Luigi Ricci a la comèdia de Salvini Richelieu als sis anys. Va continuar freqüentant els escenaris durant la seva adolescència, fins que va començar seriosos estudis de cant amb la seva mare.
Va fer el debut operístic a Nàpols el 1880 a Il Segreto della Duchessa de Giacomo Orefice. Va prosseguir els seus estudis amb la Ponti dell'Armi i el baríton Corsi. Es va presentar posteriorment a Foggia, Verona i al Teatre Fiorentini de Nàpols. El 1882 va ser contractada per Tamberlinck per a una gira per Espanya. Va tenir ocasió de cantar amb figures de gran relleu, com l'esmentat tenor, la Donadio i Julián Gayarre. En aquest temps el seu repertori estava centrat en títols com Linda di Chamounix, Lucia di Lammermoor, Rigoletto i Dinorah. Posteriorment va cantar La traviata al Teatro Argentina de Roma. El 1886 va triomfar a La Scala amb aquesta darrera òpera i amb Roberto li Diable. La temporada 1886-1887 va cantar La traviata i Tannhäuser al Liceu de Barcelona. Tornaria la temporada 1909-1910 per cantar Salomé, poc després que Strauss l'elegís per l'estrena.
La seva presència a l'escenari, l'actuació i la interpretació, però, va cridar l'atenció perquè s'adaptava perfectament a les noves òperes desenvolupades en l'estil verista. Va ser seleccionat, juntament amb el seu marit, Roberto Stagno com Turiddu, per crear el paper de Santuzza en l'estrena de Cavalleria rusticana (17 de maig de 1890). A aquesta primera audició plena d'èxit van seguir altres com L'amico Fritz de Mascagni, el 1891; Mala vita i Fedora de Giordano, el 1892 i 1898, respectivament; Martire, de Samara el 1894; La sorella di Mark, de Giacomo Setaccioli, el 1896; Moina, de De Lara, el 1897; Nozze Istriot, de Smareglia, el 1895, i finalment una altra popular òpera de Giordano: Marcella, el 1907.
Bellincioni va crear el paper protagonista a Fedora de Giordano (17 de novembre 1898) al costat d'Enrico Caruso -tenor que havia estat recomanat per al paper per Bellincioni sense el total convenciment de Giordano- i dirigits pel mateix compositor. També va ser escollida per l'estrena italiana de Salomé (1906).
Retirada de l'escena, es va dedicar a l'ensenyament, primerament a Berlín fins al 1914, després a l'Acadèmia de Santa Cecília de Roma. El 1930 es va traslladar a Viena, fins que el 1932 va dictar cursos a l'Accademia Chigiana de Siena, passant després al Conservatori de San Pietro a Majella. El 1918 havia fundat la Gemma Film, interpretant diverses pel·lícules. Gemma Bellincioni morir a Roccabelvedere, prop de Nàpols, el 23 d'abril de 1950.
La Bellincioni va posseir sempre una veu clara i brillant, molt timbrada i limitada de volum. Evolucionà dels papers lleugers de coloratura al repertori dramàtic amb relativa facilitat, sense necessitat d'utilitzar el seu òrgan vocal. Va ser una excel·lent actriu de gran bellesa, i les seves interpretacions es van caracteritzar per una intensitat i un lliurament fora del comú. Va gaudir de l'admiració dels músics que van ser els seus contemporanis: Mascagni, Giordano, Massenet i Strauss, a qui ella va donar suport amb tot el seu prestigi, comprometent-se amb els nous corrents estilístics que van sacsejar el món líric en les últimes dècades del segle xix i en les primeres del xx.
La seva filla, Bianca Stagno Bellincioni, fou també soprano, a més d'actriu de cinema.